# Mvengue
Mvengue ist eine Gemeinde im Département Océan in der Region Sud in Kamerun. 

## Geografie
Mvengue liegt im südwestlichen Kamerun, 20 Kilometer östlich von Lolodorf und besteht aus 45 kleinen Dörfern.

## Geschichte
Die Gemeinde wurde 1909 unter diesem Namen erstmals von deutschen Besiedlern beschrieben.

## Verkehr
Südlich der Gemeinde verläuft die Provenzialstraße P8.